# Китайское землетрясение (1556)
Великое китайское землетрясение (кит. 嘉靖大地震) произошло в провинции Шэньси 23 января 1556 года. Оно унесло жизни приблизительно 830 тысяч человек — больше, чем любое другое землетрясение в истории человечества.

## География
Эпицентр Шэньсийского землетрясения находился в долине реки Вэйхэ в провинции Шэньси в тогдашней области Хуачжоу. В административном центре области были разрушены все постройки, погибло более половины населения. Всего погибло несколько сотен тысяч человек. Аналогичная ситуация сложилась в Вэйнани и Хуаине. В эпицентре землетрясения открылись 20-метровые провалы и трещины. Разрушения затронули территории, отстоящие от эпицентра на 500 км. Некоторые районы Шэньси вовсе обезлюдели, в других погибло около 60 % населения. Огромное количество жертв было обусловлено тем, что большая часть населения провинции жила в лёссовых пещерах, которые обрушились уже после первых толчков либо были затоплены селевыми потоками.
Катастрофа произошла в период нахождения у власти императора Цзяцзина, поэтому в китайской традиции её называют великое землетрясение Цзяцзина.
В течение полугода после землетрясения несколько раз в месяц следовали афтершоки.

## Оценки

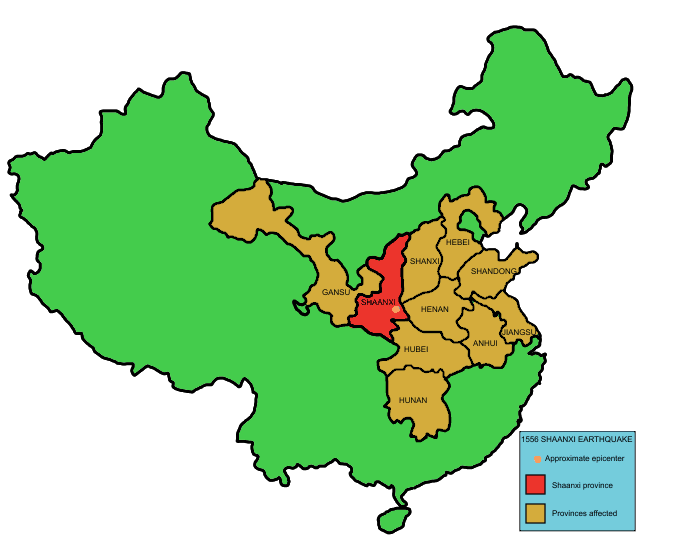
На карте красным цветом отмечена Шэньси, охровым — другие районы Китая, затронутые землетрясением.

Современные исследования, базирующиеся на данных геологии, позволяют оценить магнитуду землетрясения примерно в 8 по шкале определения магнитуды и в XI по шкале Меркалли. Однако некоторые геологические изыскания позволяют говорить о магнитуде 7,9.
По количеству погибших — это третья катастрофа за всю письменную историю человечества, а из землетрясений — сильнейшее в истории по количеству жертв и одно из сильнейших по магнитуде.
Столь огромное количество погибших объясняется несколькими причинами.
Во-первых, территория Китая исторически всегда была плотно заселена. К примеру, к 1851 году 40 % населения Земли проживало именно здесь, а к 2000 году около 30 %.
Во-вторых, основное число людей жило в нестойких к подземным ударам домах и вырытых прямо в склонах холмов пещерах. Из-за расположения города Сиань на берегу реки Хуанхэ дома возводились на рыхлых, сильно обводненных грунтах. От подземного удара здания начали погружаться в разжиженный сейсмическими колебаниями грунт, а тысячи вырытых в рыхлых холмах пещер мгновенно обрушились или оказались затопленными селевыми потоками, сотни тысяч человек оказались погребенными под толстым слоем земли и развалинами своих домов.
В-третьих, землетрясение произошло в 5 часов утра, когда большинство людей ещё находились в своих жилищах. Непрочность построек и невозможность уловить признаки приближающегося землетрясения привели к тому, что почти никто не смог заблаговременно покинуть помещение.
Один из очевидцев впоследствии предостерегал своих потомков, что с началом землетрясения не следует пытаться выбраться из дома на свежий воздух: «Когда птичье гнездо падает с дерева, яйца зачастую остаются невредимыми». Его слова свидетельствуют о том, что многие погибали, пытаясь покинуть свои жилища.
В китайских исторических записях хранятся следующие данные о землетрясении:

Зимой 1556 года катастрофическое землетрясение произошло в Шэньси и провинциях вокруг неё. Наш уезд Хуа постигли многочисленные беды и несчастья. Горы и реки изменили своё местонахождение, дороги были разрушены. В некоторых местах неожиданно поднималась земля и появлялись новые холмы, либо наоборот — части бывших холмов уходили под землю, оплывали и становились новыми равнинами. В других местах постоянно сходили селевые потоки, либо земля раскалывалась и появлялись новые овраги. Частные дома, общественные здания, храмы и стены городов рушились молниеносно и полностью.
Разрушительность землетрясения наглядно представляют древние стелы Сианя, собранные в местном музее Бэйлинь. Многие из них треснули либо осыпались. Малая пагода диких гусей во время катаклизма устояла, хотя её фундаменты осели в почву, после чего высота пагоды уменьшилась с 45 до 43,4 метров.
Пагода была построена по приказу императора Гао-цзуна (707—709 годы) для размещения буддистских рукописей индийского происхождения. От землетрясения здание пагоды опустилось в землю почти на два метра. Этой пагоде, выдержавшей на своём веку множество землетрясений, приписываются мистические свойства. Однако специальными исследованиями выяснено, что здание удачно построено на естественном каменном основании в мягкой породе, чем и объясняется его устойчивость.

## Иностранные сведения
Португальский доминиканский монах Гашпар да Круш, посетивший Гуанчжоу в том же 1556 году, но позднее, слышал о землетрясении и сообщил о нём в последней главе своей книги «Трактат о Китае» (1569). Он рассматривал землетрясение, как и Великую комету 1556 года, в качестве возможного наказания за грехи человечества (а также видел в них знак рождения антихриста).